# Asparagus edulis
Asparagus edulis — вид рослин із родини холодкових (Asparagaceae).

## Біоморфологічна характеристика
Стебла від одного до кількох, однорічні, спочатку прямовисні, з віком в'янкі, голі, тонкі. Кореневище типове. Колючки присутні біля основи стебла, вигнуті, завдовжки до 10 мм, зверху незначні або відсутні. Гілки під прямим кутом до стебла, часто молоді кінчики навесні поникли. Гілочки під прямим кутом до гілок, спочатку короткі під час цвітіння, подовжуються до +40–60 мм і часто розгалужуються; пучки кладодій перекриваються. Кладодії невеликі, змінної довжини, ± 5 мм завдовжки, верхівкові, м'які. Квітки 1–4, виступаючі, часто верхівкові, серед кладодієвих пучків, листочки оцвітини + 3 мм завдовжки, білі. Тичинки значно коротші за листочки оцвітини. Ягода ± 5 мм в діаметрі.

## Середовище проживання
Ареал: Мозамбік, Свазіленд, Зімбабве, ПАР.